# Louis-Joseph Elisabeth Cazals
Pour les articles homonymes, voir Cazals.
Louis-Joseph Elisabeth Cazals  (1774 - Castelnaudary ✝ 1813) était un militaire français des XVIIIe et XIXe siècles.

## Biographie
Louis-Joseph Elisabeth Cazals entre au service en qualité d'adjoint dans le corps du génie le 27 septembre 1793, fait cette campagne et celle de l'an II aux armées des Ardennes et du Nord, puis est nommé lieutenant et capitaine les 1er vendémiaire et 14 ventôse an III.
Il coopère au déblocus de Maubeuge, assiste aux sièges de Nieuport, de l'Écluse, de Bois-le-Duc, au passage de la Meuse et prise de l'île de Bommel. Chargé de ces deux dernières opérations, il s'en acquitte avec courage et intelligence. Il se distingue au siège de Nimègue et à la prise des ouvrages avancés de cette place, au siège d'Heusden, qu'il dirige seul, et à la conquête de la Hollande. Sa conduite n'est pas moins brillante au passage du Rhin, à Uerdingen, et devant Mayence. Chargé de la construction du camp retranché de Düsseldorf, il met peu de jours après, cette place en état de défense, ainsi que celle de Kayservert.
Appelé au commandement du génie de l'aile gauche de l'armée dirigée par Kléber, ce général lui confie l'établissement de 60 lieues de route, entre la Meuse et le Rhin.
Pendant la campagne de l'an IV, le capitaine Cazals se trouve au passage de la Sieg, aux combats d'Ukrath, d'Altenkirchen, de Friedberg, à la prise de Rothenberg, aux affaires de Sulzbach et d'Amberg. L'armée attaquée par des forces supérieures, après ce dernier combat se voit forcée de rétrograder, mais les colonnes françaises ont à dos une rivière et ne peuvent effectuer leur retraite qu'au moyen de deux ponts de bateaux. Cazals est chargé de les établir, et ces deux constructions sont achevées en une seule nuit. À la fin des opérations militaires de la campagne, il reçoit les félicitation du ministre de la Guerre.
Il commande en l'an V le génie de l'aile gauche de l'armée du général Championnet. Le 8 germinal, le gouvernement récompense ses services par sa nomination au grade de chef de bataillon.
Cazals est désigné pour faire partir de l'armée d'Orient. Il figure avec honneur à la prise de Malte, à l'attaque et à la prise d'Alexandrie, au combat de Chebreiss et à la bataille des Pyramides. Le général Bonaparte, en rendant compte au Directoire de ses opérations militaires en Orient, signale le chef de bataillon Cazals comme s'étant spécialement distingué. Le général Kléber lui ayant confié en l'an VIII, le commandement du fort d'El-Arisch, il y est assiégé par l'armée du grand vizir, forte de 60 000 hommes, et lui oppose pendant huit jours une vigoureuse et énergique résistance. L'ordre du jour de l'armée d'Orient du 15 germinal, cite Cazals comme s'étant fait particulièrement remarquer pendant ce siège par sa valeur, son activité, et surtout par les moyens efficaces qu'il a employés dans la journée du 4 nivôse. Le 11 germinal suivant, le général en chef le nomme colonel du génie. La même année, il prend part à la bataille d'Héliopolis et au siège du Caire. Il se trouve les 18, 22 et 30 ventôse an IX aux combats qui ont lieu près d'Alexandrie, et commande le génie du camp retranché chargé de couvrir cette place.
De retour d'Égypte en l'an X, il est nommé l'année suivante, directeur des fortifications à Perpignan, et commandant du génie du camp de Montreuil en l'an XII. Les 19 frimaire et 25 prairial de cette année, il reçoit la décoration de membre de la Légion d'honneur et celle d'officier du même ordre, et est nommé électeur du département de l'Aude.
Envoyé à la Grande Armée en l'an XIV, il s'y signale de nouveau, et reçoit le 4 nivôse le brevet de général de brigade. Blessé au Combat de Günzburg, en faisant réparer les ponts sous le feu de l'ennemi, il ne peut rejoindre l'armée qu'au moment de son entrée dans le Tyrol. Pendant les guerres de Prusse (1806) et de Pologne (1807) à la Grande Armée, il est chargé d'abord de la construction du camp retranché, de la tête de pont et autres ouvrages de Praga, et ensuite de la direction des travaux de Syroo et de Medlin.
Attaché en 1808, au corps d'observation des côtes de l'Océan, sous les ordres du maréchal Moncey, il fait partie de l'expédition sur Valence. Le 28 juin, il reçoit l'ordre de diriger une attaque contre cette place, et il ramène plusieurs fois les troupes à la charge, quoiqu'il a reçu dès le commencement un coup de mitraille au pied. Dans la dernière de ces attaques, une balle lui traverse la jambe, fracture les os et le met hors de combat.
Baron de l'Empire par décret du 19 mars 1808, il obtint une dotation impériale par décret du 21 novembre de la même année. 
Employé en 1810 an comité de fortifications à Paris, et nommé inspecteur du génie vers le même temps, il remplit ces fonctions jusqu'en 1813, époque a laquelle il meurt.

## Vie familiale
Fils de Jean Louis de Cazals (5 février 1731 - Venes ✝ 1782), directeur du Canal de communications des mers et de Antoinette Dejean (sœur de Jean François Aimé Dejean), Louis Joseph Elisabeth épousa, le 20 mars 1809 à Saint-Maurice (Val-de-Marne), Joséphine Viginie Louise Adèle Rousseau de La Brosse ( ✝ 30 septembre 1813 - Saint-Maurice (Val-de-Marne)). Ensemble, ils eurent :
- Elisabeth Françoise Joséphine (28 janvier 1810 - Paris ✝ 12 février 1816 - Angers) ;
- Charles Louis Elisabeth Joseph Jean Antoine (26 février 1812 - Paris ✝ 10 décembre 1815 - Angers).

La descendance de Louis-Joseph Elisabeth Cazals compte parmi les familles subsistantes de la noblesse d'Empire[réf. nécessaire].

## Armoiries
| Figure | Blasonnement |
|        | Armes du baron Cazals et de l'Empire (décret du 19 mars 1808, lettres patentes du 21 décembre 1808 (Madrid)) Coupé : le premier parti d'or au casque et à la cuirasse de sable orlés d'argent brochant sur quatre drapeaux aussi de sable, croisés en sautoir, surmontés d'un croissant d'azur montant entre deux étoiles de gueules et de gueules au signe des barons militaires, le deuxième d'argent au flammand naturel, passant, terrassé de sinople, adextré d'un papirus et sénestré d'un lotus aussi au naturel., Livrées : les couleurs de l'écu : le verd dans les bordures seulement. |